# Чемпионат мира по шоссейным велогонкам 1963
Чемпионат мира по шоссейным велогонкам 1963 года проходил в бельгийском Ронсе.

## Призёры
| Велогонка                | Золото                                                                   | Золото   | Серебро                                                                | Серебро     | Бронза                                                                          | Бронза      |
| ------------------------ | ------------------------------------------------------------------------ | -------- | ---------------------------------------------------------------------- | ----------- | ------------------------------------------------------------------------------- | ----------- |
| Мужчины                  |                                                                          |          |                                                                        |             |                                                                                 |             |
| Профессионалы            | Бенони Бехейт · Бельгия                                                  | 7ч26'25" | Рик Ван Лой · Бельгия                                                  | то же время | Джо де Хаан · Нидерланды                                                        | то же время |
| Любители                 | Флавиано Вичентини · Италия                                              | -        | Франсис Базье · Франция                                                | -           | Винфрид Бёльке ФРГ                                                              | -           |
| 100 км по горам, команды | Франция · Мишель Меше · Доменик Мотте · Марсель-Эрнест Бидо · Жорж Шаппе | -        | Италия · Марио Майно · Пасквале Фабрри · Данило Грасси · Дино Дзандегу | -           | СССР · Виктор Капитонов · Гайнан Сайдхужин · Юрий Мелихов · Анатолий Олизаренко | -           |
| Женщины                  |                                                                          |          |                                                                        |             |                                                                                 |             |
|                          | Ивонне Рейндерс · Бельгия                                                | -        | Роза Селс · Бельгия                                                    | -           | Айно Пуронен · СССР                                                             | -           |

| Место | Страна     | Золото | Серебро | Бронза | Всего |
| ----- | ---------- | ------ | ------- | ------ | ----- |
| 1     | Бельгия    | 2      | 2       | 0      | 4     |
| 2     | Италия     | 1      | 1       | 0      | 2     |
| 2     | Франция    | 1      | 1       | 0      | 2     |
| 4     | СССР       | 0      | 0       | 2      | 2     |
| 5     | Нидерланды | 0      | 0       | 1      | 1     |
| 5     | ФРГ        | 0      | 0       | 1      | 1     |
| Всего | Всего      | 4      | 4       | 4      | 12    |